# Saksun
Saksun (dánul: Saksen) település Feröer Streymoy nevű szigetén. Közigazgatásilag Sundini községhez tartozik..

## Földrajz
A település a sziget északnyugati partján fekszik. A magas hegyek övezte völgyben korábban egy mélyen benyúló öböl volt, amely természetes kikötőhelyet jelentett. Egy vihar azonban homokkal töltötte fel az öböl bejáratát a 19. század, így ma egy tó, a Pollurin található a település alatt.
A település fölött, a Saksunardalur völgyben szintén található egy tó, a Saksunarvatn, erről kapta nevét a Saksunarvatn tefra (a tefra a szilárd vulkáni törmelékanyagok gyűjtőneve), amelyet itt írtak le először 1968-ban. A völgyben a tavakat a Dalsá patak fűzi fel.

## Történelem

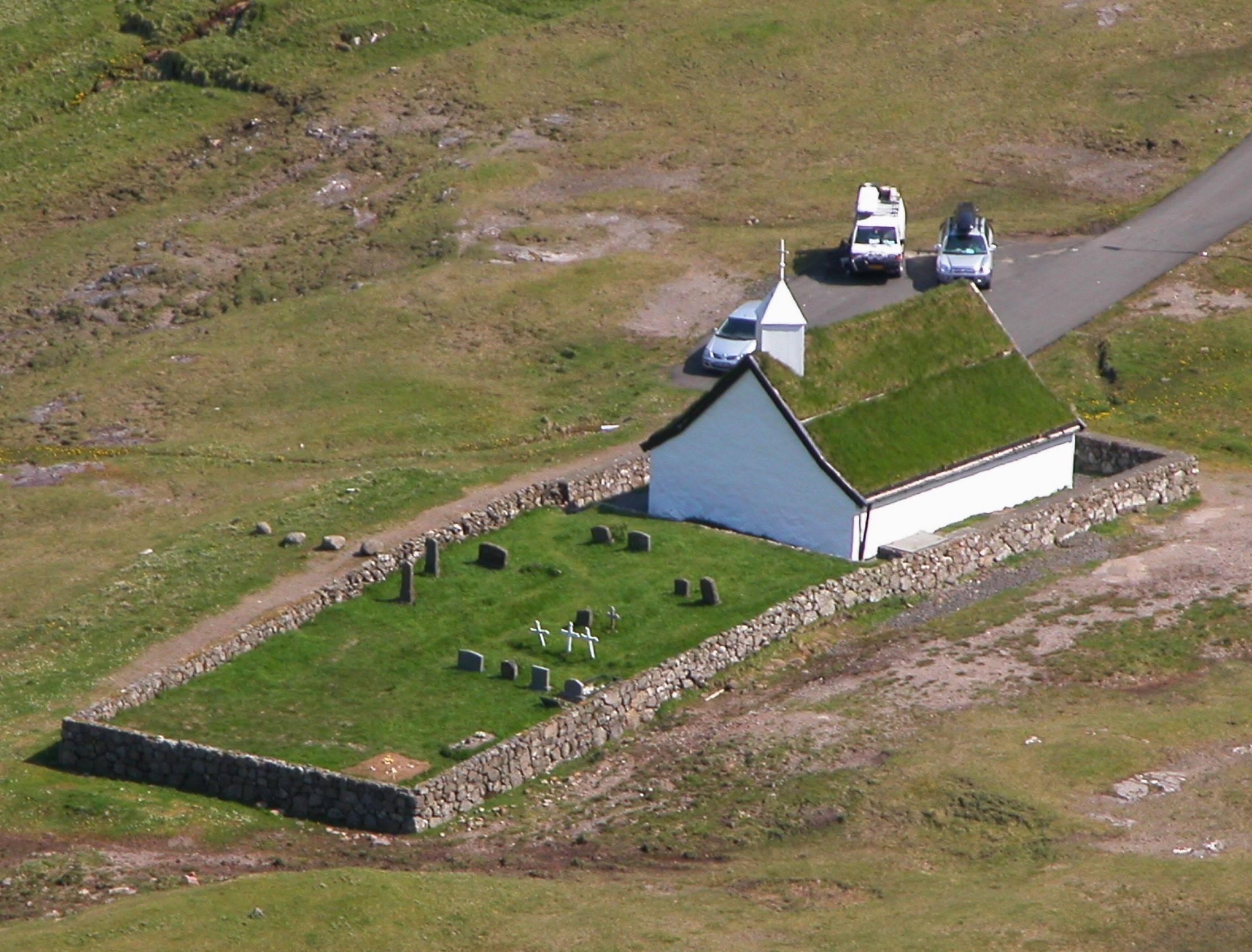
Templom és temető

Első írásos említése az 1400 körüli évekből származik. A Dúvugarðar nevű farm a 17. század előtt létesült, és ma is működik. Egy része ma múzeum, ami a régi feröeri életmódnak állít emléket. Saksun temploma 1858-ban épült.
A jelenlegi Sundini község elődjének az az önkormányzati együttműködés tekinthető, ami az akkori Sundini község mellett Hósvík, Hvalvík és Haldarsvík községekre terjedt ki. 2003-ban született döntés az egyesülésről, amelyhez a fentieken kívül Gjógv és Saksun községek is csatlakoztak, így alakult meg 2005. január 1-jén az új Sundini község.

## Népesség
| Év          | Lakosság |
| ----------- | -------- |
| 1986.01.01. | 25       |
| 1991.01.01. | 26       |
| 1996.01.01. | 32       |
| 2001.01.01. | 30       |
| 2006.01.01. | 30       |

## Közlekedés
Saksun zsákfalu, csak a délkeletre fekvő Hvalvík felé vezet út a Saksunardalur völgyben. Autóbusz-összeköttetése nincsen.